# Posterula sarsii
Posterula sarsii is een mosdiertjessoort uit de familie van de Umbonulidae. De wetenschappelijke naam van de soort is, als Escharoides sarsii, voor het eerst geldig gepubliceerd in 1868 door Smitt.